# Aonach Beag (Ben Nevis)
Der Aonach Beag (Kleiner Berg oder Kleiner Bergrücken auf Gälisch) ist ein Berg in Schottland. Er liegt an der Westküste auf der zur Council Area Highland östlich von Fort William in direkter Nachbarschaft östlich zum Ben Nevis, dem höchsten Berg Großbritanniens. 

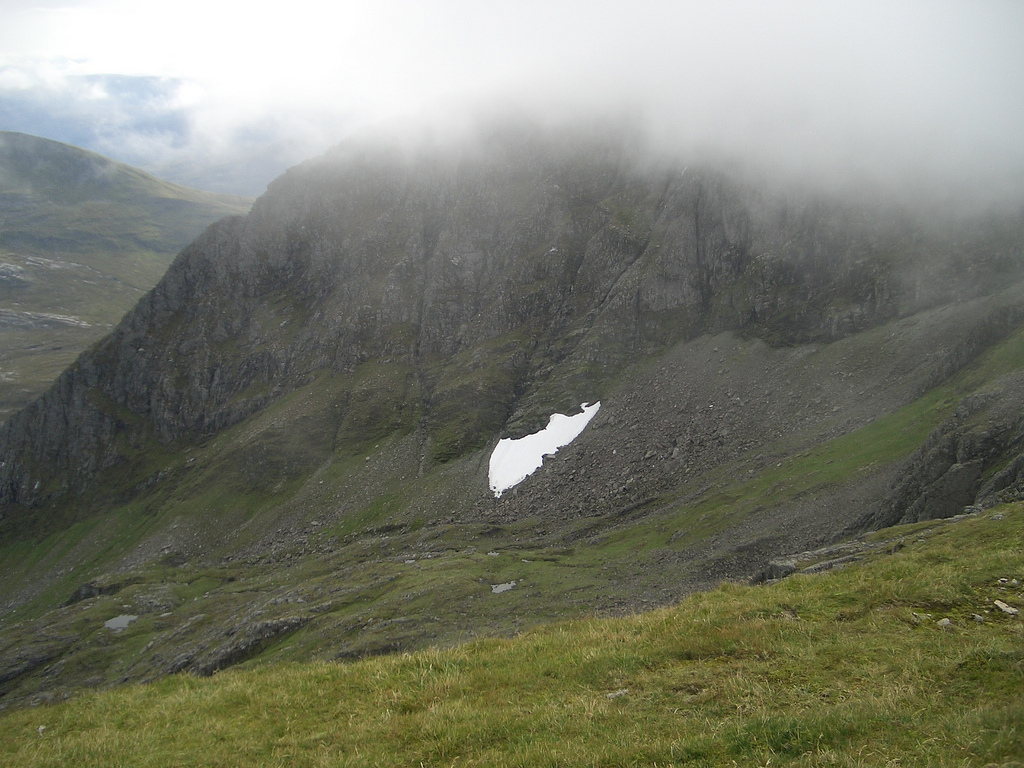
Ein Schneefeld am Aonach Beag im September 2008

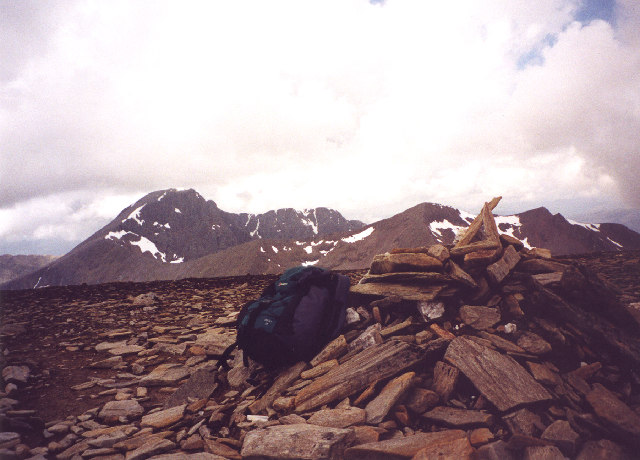
Der Gipfel des Aonach Beag, im Hintergrund der Ben Nevis

Mit seiner Höhe von 1.234 m (4.049 ft) ist der Aonach Beag der siebthöchste Berg Schottlands und zählt zu den höchsten Erhebungen Großbritanniens. Er ist trotz seines Namens 13 m höher als der benachbarte Aonach Mòr (Großer Berg oder Großer Bergrücken), vom Great Glen zwischen Spean Bridge und Fort William aus gesehen wirkt der hinter dem Aonach Mòr aufragende Aonach Beag jedoch weniger massig und breit. Beide Gipfel stellen die höchsten Punkte eines zunächst von Nord nach Süd verlaufenden Bergrückens dar, der im Südteil, etwa auf halber Strecke zwischen den beiden Gipfeln,  durch einen schmalen Bealach mit dem benachbarten Càrn Mòr Dearg und dem anschließenden Ben Nevis verbunden ist. Sie sind als Munros eingeordnet, der Aonach Beag aufgrund seiner Schartenhöhe zusätzlich auch als Marilyn. Während der Bergrücken nach Norden sehr breit und flach in das Great Glen ausläuft, fällt er nach Westen und vor allem Osten steil ab. An der Ostseite des Bergrückens halten sich Schneefelder oft das ganze Jahr.
Aufgrund der steilen West- und Ostseiten sind Zustiege nur von Norden und Süden möglich. Von der Bergstation der den Nordhang des Aonach Mòr erschließenden einzigen britische Gondelbahn kann der Gipfel des Aonach Beag vergleichsweise leicht erreicht werden. Der Weg führt über den Aonach Mòr und den breiten Verbindungsgrat zwischen beiden Gipfeln. Bei Munro-Baggern ist dieser Weg aber verpönt. Der meistfrequentierte Weg unter Vermeidung der Gondelbahn führt durch das Glen Nevis und einen Aufstieg auf der Südwestseite der Aonachs entlang des Allt Coire Ghiubsachan.